# Emmi Kähler-Meyer
Emmi Kähler-Meyer (* 30. November 1903 in Hamburg; † 1. Juni 1998) war eine deutsche Afrikanistin.

## Leben
Emmi Kähler-Meyer studierte an der Universität Hamburg und war Sekretärin von Carl Meinhof, bei dem sie 1936 mit der Dissertation Etymologische Lautlehre des Nyanja (Nyasaland) promoviert wurde. Nach der Habilitation (Mambila-Studie) am 16. Oktober 1939 lehrte sie dort von 1942 bis 1949 als Dozentin für Afrikanische Sprachen, von 1949 bis 1965 als außerplanmäßige Professorin für Afrikanische Sprachen und von 1965 bis 1969 als wissenschaftliche Rätin und Professorin für Afrikanische Sprachen.

## Schriften (Auswahl)
- mit Ilse Esdorn und Ilse Baronin Nolde: Schibutter. Neudamm 1943, OCLC 72504147.
- als Herausgeberin: Johannes Ittmann: Wörterbuch der Duala-Sprache (Kamerun). Dictionnaire de la langue duala. Dictionary of the Duala language. Berlin 1976, OCLC 500061085.

| Personendaten    | Personendaten         |
| ---------------- | --------------------- |
| NAME             | Kähler-Meyer, Emmi    |
| ALTERNATIVNAMEN  | Meyer, Emmi           |
| KURZBESCHREIBUNG | deutsche Afrikanistin |
| GEBURTSDATUM     | 30. November 1903     |
| GEBURTSORT       | Hamburg               |
| STERBEDATUM      | 1. Juni 1998          |